# فال دي إيسير
فال دي إيسير هي بلدة فرنسية تقع في إقليم سافوا في منطقة أوفيرن-رون ألب جنوب شرق فرنسا.